# Бар-Хиллел, Йегошуа
Йегошуа Бар-Хиллел (8 сентября 1915, Вена — 25 сентября 1975, Иерусалим) — израильский философ,  математик и лингвист. Известен своими пионерскими работами в области машинного перевода и формальной лингвистики.

## Биография
Родился в Вене (Австро-Венгрия) в семье Израиля Вестрейха и Сары Домнич, вскоре переехал в Берлин. В 1933 году эмигрировал в Палестину с членами молодёжного движения Бней Акива и недолго жил в кибуц Тират-Цви перед поселением в Иерусалиме и женитьбе на Шуламит Ашкенази. Во время Второй мировой войны служил в Еврейской бригаде Британской армии. Принял участие в Арабо-израильской войне 1947—1949 годов. В результате ранения потерял глаз.
Получил диплом доктора философии в Еврейском университете. Там изучал математику под руководством Абрахама Френкеля, в соавторстве с которым впоследствии написал книгу: «Основания теории множеств» .
Являлся учеником и последователем Рудольфа Карнапа. Книга учителя «Логический синтаксис языка» оказала на него сильное влияние. Бар-Хиллел начал переписываться с Карнапом в 1940-е годы, это привело к тому, что в 1950 году он продолжил свою научную деятельность под руководством Карнапа в Чикагском университете, а в 1952 году написал в соавторстве с ним работу «Эскиз теории семантической информации».
Вскоре Бар-Хиллел получил место в Массачусетском технологическом институте, где работал в области машинного перевода. В 1952 году организовал первую Международную конференцию по машинному переводу. Предложил использовать для описания синтаксической структуры естественных языков категориальные грамматики, разработанные польскими логиками Станиславом Лесьневским и Казимежем Айдукевичем применительно к формальным языкам математики. Позже выражал сомнение в том, что главная цель этого научного направления — выполнение высококачественного автоматического перевода естественного языка — вообще достижима. Бар-Хиллел был также пионером в области информационного поиска.
В 1953 году Бар-Хиллел вернулся в Еврейский университет на факультет философии, где преподавал до самой своей смерти. Среди его учеников — плеяда израильских философов и лингвистов, в том числе Аса Кашер и Авишай Маргалит. В 1953 году он основал алгебраическо-вычислительную лингвистическую группу, а в 1961 доказал (совместно с Перлесом и Шамиром) лемму о накачке (иногда называемую леммой Бар-Хиллела). Был одним из основателей факультета философии науки в Иерусалимском университете. С 1966 по 1968 годы Бар-Хиллел был председателем отделения логики, методологии и философии науки Международного объединения истории и философии науки.
Дочь Бар-Хиллела, Майя, является когнитивным психологом в Еврейском Университете, она известна сотрудничеством с Амосом Тверски и критикой дистанционного изучения Библии. Его другая дочь, Мира, является собственным корреспондентом газеты «London Evening Standard». Его внучка, Гили Бар-Хиллел, — занималась переводом на иврит фильмов о Гарри Поттере.